# メンフィス国際空港
メンフィス国際空港（英: Memphis International Airport）は、アメリカ合衆国テネシー州シェルビー郡メンフィスの中心地区から約5km南にある空港である。

## 概要
所有と運営はメンフィス・シェルビィ郡空港局が行っている。メンフィス国際空港は、1973年からフェデックス・エクスプレスの本拠地で同社のハブ空港となっている。同社の取り扱い貨物のかなりの割合を処理しており、スーパーハブ(SuperHub)と呼ばれている。
フェデックスにとどまらずUPS航空の物流基地もあり、1993年から世界最大の貨物取扱量を記録し、近年では香港国際空港と並ぶ世界最大級の航空貨物取扱空港(en:World's busiest airports by cargo traffic)となっている。
フェデックスのメンフィスからの直行便の就航先は米国本土内の都市やアンカレッジ、ホノルル、カナダやカリブ、メキシコの多くの都市が含まれている。大陸間では、パリやロンドン、フランクフルト、ドバイ、サンパウロ、東京、ソウルと結ばれている。
貨物線が世界各地と結ばれているのと対照的に旅客線は国内主体である。かつて、旧ノースウエスト航空がメンフィス国際空港をハブ空港として利用しており、国際線も運航していた。旅客数は年間1000万人を上回っていたが、2010年にデルタ航空に買収された後はハブ空港として役割は終わり、旅客は激減した。

## 就航路線
旅客
| 航空会社                   | 就航地 |
| -------------------------- | --- |
| アメリカン航空             | ダラス/フォートワース、シャーロット、マイアミ                                                                    |
| アメリカン・イーグル       | ダラス/フォートワース、シカゴ/ORD、マイアミ、ニューヨーク/LGA、フィラデルフィア、フェニックス、シャーロット      |
| デルタ航空                 | アトランタ、ロサンゼルス/LAX、ニューヨーク/LGA、ソルトレークシティ                                               |
| デルタ・コネクション       | ボストン、デトロイト、ミネアポリス＝セントポール、ニューヨーク/LGA                                               |
| ユナイテッド・エキスプレス | シカゴ/ORD、ヒューストン/インターコンチネンタル、ニューアーク、デンバー                                          |
| サウスウエスト航空         | ダラス/ラブ、アトランタ、ボルチモア、シカゴ/MDW、デンバー、ヒューストン/ホビー、オーランド、フェニックス、タンパ |
| アレジアント・エア         | ラスベガス、ロサンゼルス/LAX、オースティン、オーランド/サンフォード、フォートローダーデール                      |

貨物
- フェデックス・エクスプレス(アグアディヤ、アルバニー、アルバカーキ、アレンタウン、アンカレッジ、アトランタ、オースチン、ボルチモア、ビリング、バーミンガム、ボゴタ、ボイシ、ボストン、バッファロー、バーバンク、カルガリー、カンピナス、キャパ-、シーダーラピッズ、チャールストン、シャーロット、シカゴ/ORD、シンシナティ、クリーブランド、ケルン/ボン、コロラドスプリングス、コロンビア、コロンバス、ダラス/フォートワース、デイトン、デンバー、デモイン、デトロイト、ドバイ、エドモントン、エルパソ、フリント、フォートローダーデール、フォートマイヤーズ、フォートウェン、グランドフォース、グランドラピッズ、グレート、インディアナポリス、ジャクソンビル、カンザスシティ、ノックスビル、ラファイエット、ラレード、ラスベガス、ロサンゼルス、ロンドン/スタッテッド、ルイビル、ラボック、マディソン、マンチェスター、ミルウォーキー、ミネアポリス＝セントポール、マイアミ、モバイル、モンテレー、モントリオール、ナッシュビル、ニューヨーク/JFK、ニューアーク、ニューバーグ、ニューオーリンズ、ノーフォーク、オークランド、オクラホマシティ、オマハ、オレンジ、オーランド、大阪/関西、パリ/ドゴール、ペオリア、フィラデルフィア、ピッツバーグ、フェニックス、ケレタロ、ローリー、リノ、リッチモンド、ロアノーク、ロチェスター、サクラメント、ソルトレイクシティ、サンアントニオ、サンディエゴ、サンフランシスコ、サンノゼ、サンファン、サバンナ、シアトル/タコマ、ソウル/仁川、シュリーブポート、スーフォールズ、スポーケン、スプリングフィールド、セントルイ、シラキュース、台北/桃園、タラハシー、タンパ、東京/成田、メキシコシティ、トロント、ツーソン、タルサ、バンクーバー、ワシントン/ダレス、ウェストパームビーチ、ウィチタ、ウィニペグ)
  - フェデックス・フィーダーが運行(チャールストン、ドゥサン、エバンスビル、ハンツビル、タラハシー、タルサ)

## 交通アクセス
- タクシー
- レンタカー
- バス MATA No.2